# Ulrich Schmidt-Rohr
Ulrich Schmidt-Rohr (* 25. Mai 1926 in Frankfurt (Oder); † 21. April 2006) war ein deutscher Kernphysiker.
Schmidt-Rohr wurde 1926 in Frankfurt (Oder) geboren und machte bereits mit 17 Jahren sein Abitur. Sein Vater ist der Germanist und Soziologe Georg Schmidt-Rohr. Anschließend studierte er ab 1943 an der Technischen Hochschule Berlin, der Technischen Hochschule Braunschweig und der Universität Heidelberg. Unterbrochen von Reichsarbeitsdienst, Einberufung zur Nachrichtentruppe und Arbeit in der Industrie schloss er sein Studium 1949 ab und promovierte 1953 in Heidelberg beim späteren Physiknobelpreisträger Walther Bothe über „Ein Spektrometer für schnelle Neutronen und das Spektrum von (Raα+Be)“.
Im Anschluss ging er ans Massachusetts Institute of Technology (MIT) zu Robert van de Graaff, wo er erstmals mit Teilchenbeschleunigern in Berührung kam. Zurück in Heidelberg wurde er 1955 als Assistent am Max-Planck-Institut für medizinische Forschung mit dem Neubau eines Zyklotrons beauftragt, welches 1956 fertiggestellt und im Anschluss von Schmidt-Rohr geleitet wurde. 1958 wurde das Max-Planck-Institut für Kernphysik (MPIK) ausgegliedert, bei welchem er nach seiner Habilitation 1960 Abteilungsleiter wurde. 1960 bis 1962 war er wissenschaftliches Mitglied am MPIK.
1963 ging er als Direktor an das neu gegründete Institut für Kernphysik der Kernforschungsanlage Jülich, um dort ein Isochronzyklotron aufzubauen, welches 1965 in Betrieb ging. Ein Jahr später ging er als Mitglied des Direktorenkollegiums zurück an das Max-Planck-Institut für Kernphysik nach Heidelberg, wo er bis zu seiner Emeritierung 1994 blieb. Außerdem war er Honorarprofessor an der Universität Heidelberg.
Neben Beschleunigerphysik und Kernspektroskopie befasste er sich mit dem Schalenmodell der Atomkerne, Paritätsverletzung und Kernreaktionsmodellen.
Er war Vorsitzender des DPG-Fachausschusses Kernphysik, Initiator des Arbeitstreffens Kernphysik und im Vorstandsrat der DPG.